# 11812 Dongqiao
11812 Dongqiao è un asteroide della fascia principale. Scoperto nel 1981, presenta un'orbita caratterizzata da un semiasse maggiore pari a 3,0503300 UA e da un'eccentricità di 0,1167248, inclinata di 9,20219° rispetto all'eclittica.